# Ksenija Pajčin
Ksenija Pajčin (en cirílico: Ксенија Пајчин; 3 de diciembre de 1977 - 16 de marzo de 2010, Belgrado) fue una cantante, modelo y bailarina serbia, muy popular en los países de las antiguas repúblicas yugoslavas. Durante su carrera musical lanzó cinco álbumes antes de su asesinato en 2010. También referida popularmente como Xenia o Ksenia, la cantante era conocida por su imagen provocativa y sexual en el escenario.

## Biografía
Pajčin nació en Belgrado hija de Ljubica, madre, y Miloš, padre. Su familia es originaria de Gubin, Bosnia y Herzegovina. Ksenija comenzó trabajando como bailarina y animadora en discotecas.

## Carrera profesional
Ksenija comenzó su carrera como bailarina go-go. Apareció en el video musical de la canción "Opojni su zumbuli" de Dragana Mirković en 1994. Durante este tiempo trabajó como asistente del magnate de la música Minimaks, que había sido el encargado de estrellas tan exitosos como Silvana Armenulić y Lepa Brena. Se le ofreció la oportunidad de unirse a un dúo pop, Duck, como vocal femenina. Marija Mihajlović cantó en su álbum debut, mientras que Pajčin sólo sincronizaba los labios.
Como bailarina, Pajčin se hizo famosa en Grecia, donde actuó en numerosos clubes nocturnos. Pajčin más tarde pasó a tener una carrera musical en solitario y, aunque su voz no era impresionante, llamó la atención por su baile y sus trajes. Era dueña de un estudio de baile en Belgrado y trabajó como modelo. Posteriormente apareció con frecuencia en los tabloides y era conocida por sus declaraciones escandalosas. La cantante discutió abiertamente su vida sexual y sus operaciones de cirugía plástica.
Uno de sus últimos lanzamientos musicales fue un dúo con su amigo Danijel Alibabić. La canción titulada "Supica" fue lanzado en julio de 2009. El video musical fue filmado unos meses más tarde y fue lanzado el 9 de enero de 2010, dos meses antes de su muerte. Alibabić más tarde escribió una canción llamada "Pjesma za Kseniju" ("Canción para Ksenija"), lanzada en 2011 como homenaje.

## Muerte
Ksenija y su novio Filip Kapisoda resultaron heridos de gravedad en un accidente de coche el 28 de enero de 2010, sólo 47 días antes de su fallecimiento en otras circunstancias. El 16 de marzo de 2010, los cuerpos sin vida de la cantante de 32 años de edad, y su novio fueron encontrados en el apartamento de ésta en Belgrado. Ambos tenían heridas de bala en la cabeza. La policía sospechó, en un primer momento, en un asesinato-suicidio con Kapisoda como el principal sospechoso de acabar con la vida de la cantante y, después, suicidarse. Los vecinos llamaron a la policía varias noches antes por diversos altercados entre la pareja.
Los primeros informes de investigación indicaron que los cadáveres fueron descubiertos por la madre de la cantante, y que el arma utilizada en el homicidio fue encontrada junto al cuerpo de Kapisoda. Se cree que el móvil del asesinato-suicidio fueron los celos. Bojana Ranković, la investigadora principal del asesinato de Pajčin, dijo que la cantante recibió con anterioridad un mensaje de texto de Kapisoda donde aseguraba que la mataría. Además, la pistola utilizada por Kapisoda no era suya, lo que condujo a los investigadores a creer que una tercera persona estaba involucrada.
Ksenija Pajčin fue enterrada en un ataúd blanco, el 20 de marzo de 2010 en el cementerio Novo groblje de Belgrado, el día después del funeral de Filip (que contó con la presencia de su amigo común, la cantante Goga Sekulić). A su entierro acudieron Goca Tržan, Mira Škorić, Romana Panić, Ana Nikolić, Neda Ukraden, Bora Drljača, Indira Radić, Danijel Alibabić, Darko Kostić, Vanesa Šokčić, Saša Dragić, Marina Tucaković y Nada Topčagić, entre otros.
Su tumba ha sido profanada dos veces desde el entierro. La primera vez fue en abril de 2012 y de nuevo en noviembre de ese mismo año por una persona desconocida. Las fotos en su lápida se rompieron utilizando un martillo.